# Cochiti Lake (Nuevo México)
Cochiti Lake es un lugar designado por el censo ubicado en el condado de Sandoval en el estado estadounidense de Nuevo México. En el Censo de 2010 tenía una población de 569 habitantes y una densidad poblacional de 176,74 personas por km².

## Geografía
Cochiti Lake se encuentra ubicado en las coordenadas 35°38′52″N 106°20′33″O / 35.64778, -106.34250. Según la Oficina del Censo de los Estados Unidos, Cochiti Lake tiene una superficie total de 3.22 km², de la cual 3.22 km² corresponden a tierra firme y (0%) 0 km² es agua.

## Demografía
Según el censo de 2010, había 569 personas residiendo en Cochiti Lake. La densidad de población era de 176,74 hab./km². De los 569 habitantes, Cochiti Lake estaba compuesto por el 62.39% blancos, el 0.88% eran afroamericanos, el 23.02% eran amerindios, el 1.05% eran asiáticos, el 0% eran isleños del Pacífico, el 8.44% eran de otras razas y el 4.22% pertenecían a dos o más razas. Del total de la población el 14.76% eran hispanos o latinos de cualquier raza.